# Турал Аббасов
Турал Аббасов (25 квітня 1990) — азербайджанський плавець.
Учасник Олімпійських Ігор 2008 року.